# Konstantin Mikautadze
Konstantin Mikautadze (Georgia, 1 de julio de 1991) es un jugador profesional georgiano de rugby que se desempeña en la posición de segunda línea en Aviron Bayonnais, equipo perteneciente a la liga Top 14.

## Carrera
Mikautadze es un jugador de formación francesa (JIFF). Comenzó su carrera deportiva con el equipo Sporting Union Agen, en el cual jugó una temporada (2009-2010), después pasó a Rugby Club Toulonnais (2010-2016), luego a Montpellier Hérault Rugby (2016-2020), posteriormente a Aviron Bayonnais, donde lleva jugando cuatro temporadas.